# 北海道道631号ニセコ高原比羅夫線

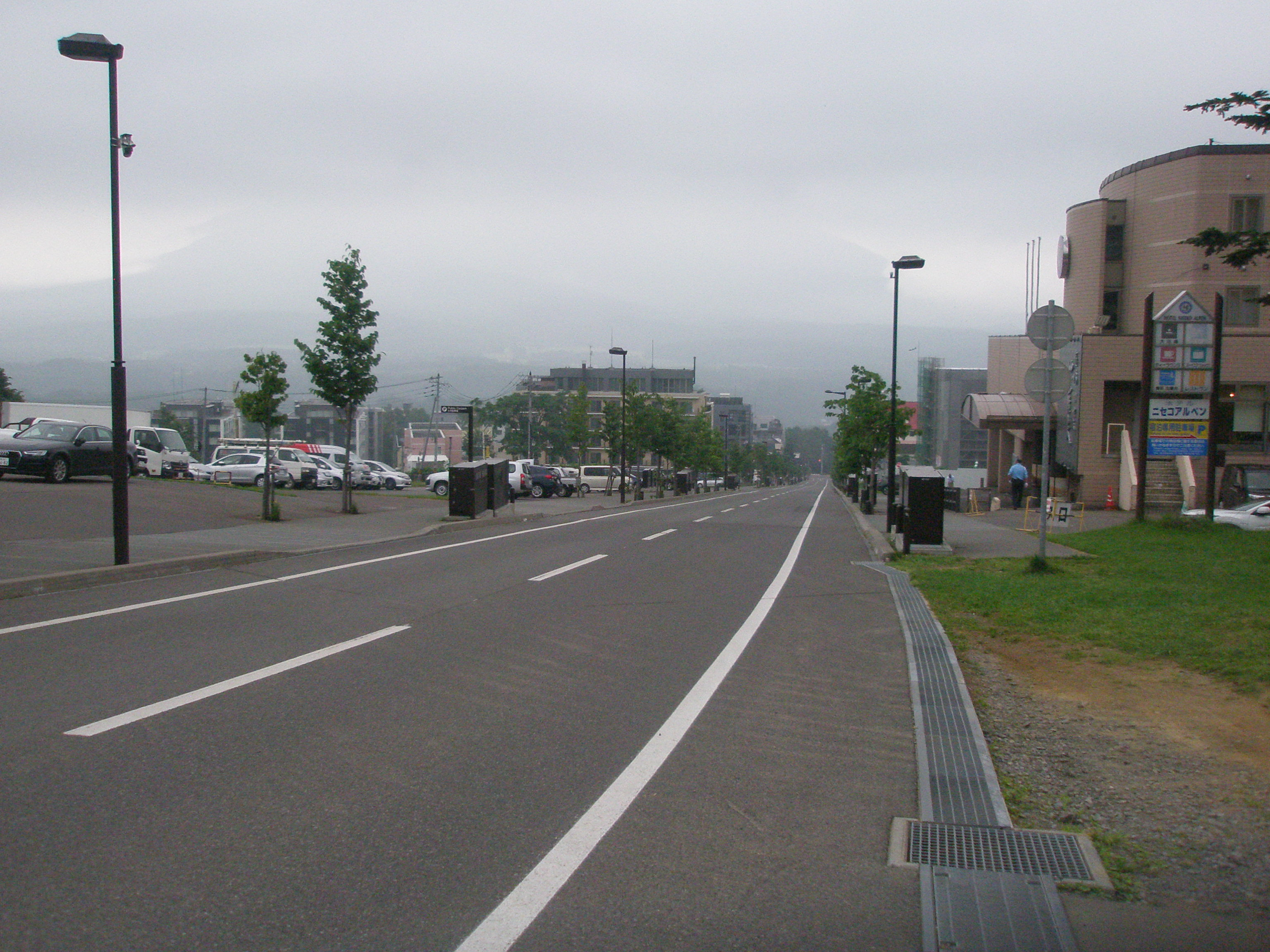
北海道道631号ニセコ高原比羅夫線（ニセコ東急 グラン・ヒラフ .Base付近の「ひらふ坂」（2018年7月撮影）

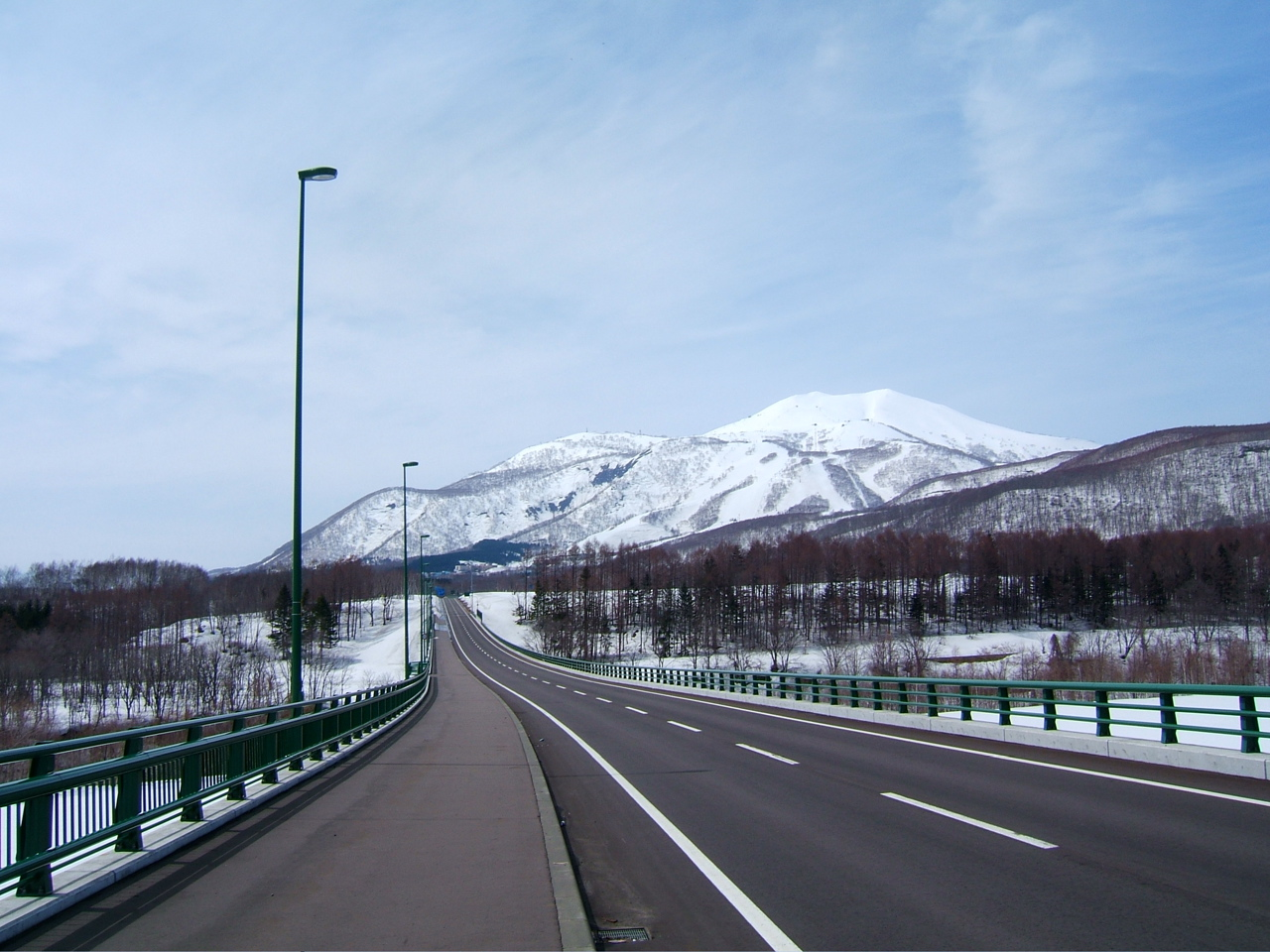
北海道道631号ニセコ高原比羅夫線・サンモリッツ大橋から眺めたニセコアンヌプリ（2006年撮影）

北海道道631号ニセコ高原比羅夫線（ほっかいどうどう631ごう ニセコこうげんひらふせん）は、北海道虻田郡倶知安町内を結ぶ一般道道（北海道道）である。

## 概要

### 路線データ
- 起点：北海道虻田郡倶知安町字山田
- 終点：北海道虻田郡倶知安町字比羅夫（国道5号交点）
- 総延長：4.6km

## 歴史
- 1969年（昭和44年）6月18日 - 路線認定[1]。
- 2005年（平成17年）12月20日 - サンモリッツ大橋開通[2]に伴い、終点を変更。

## 路線状況

### 重複区間

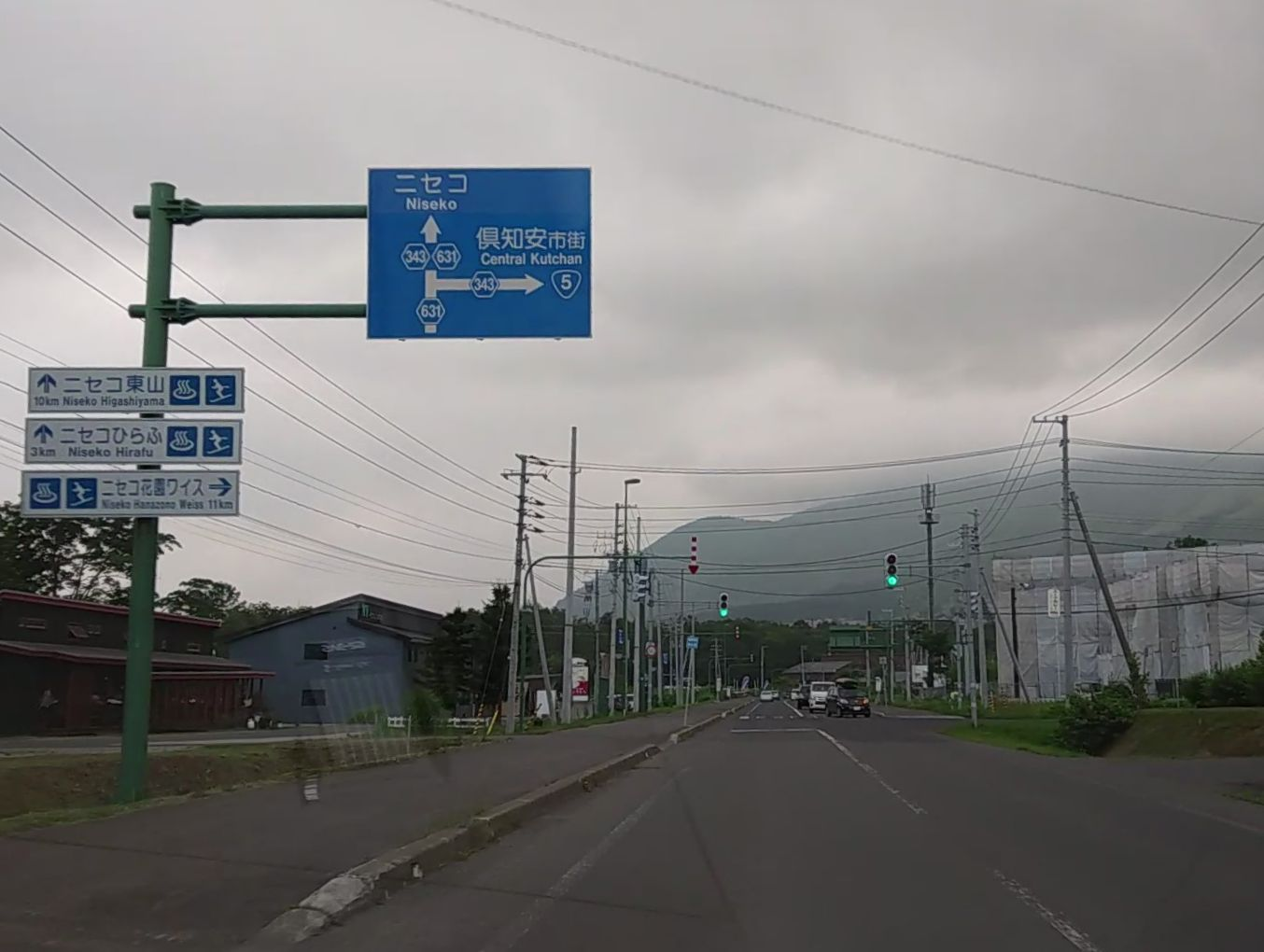
北海道道631号ニセコ高原比羅夫線・北海道道343号蘭越ニセコ倶知安線交点（終点側から、2018年7月撮影）

- 倶知安町字山田（北海道道343号蘭越ニセコ倶知安線）

### 道路施設
主な橋梁
- サンモリッツ大橋（JR北海道 函館本線・尻別川）＝倶知安町字山田 - 倶知安町字比羅夫[3]

## 地理

### 通過する自治体
- 後志総合振興局
  - 虻田郡倶知安町

### 交差する道路
倶知安町

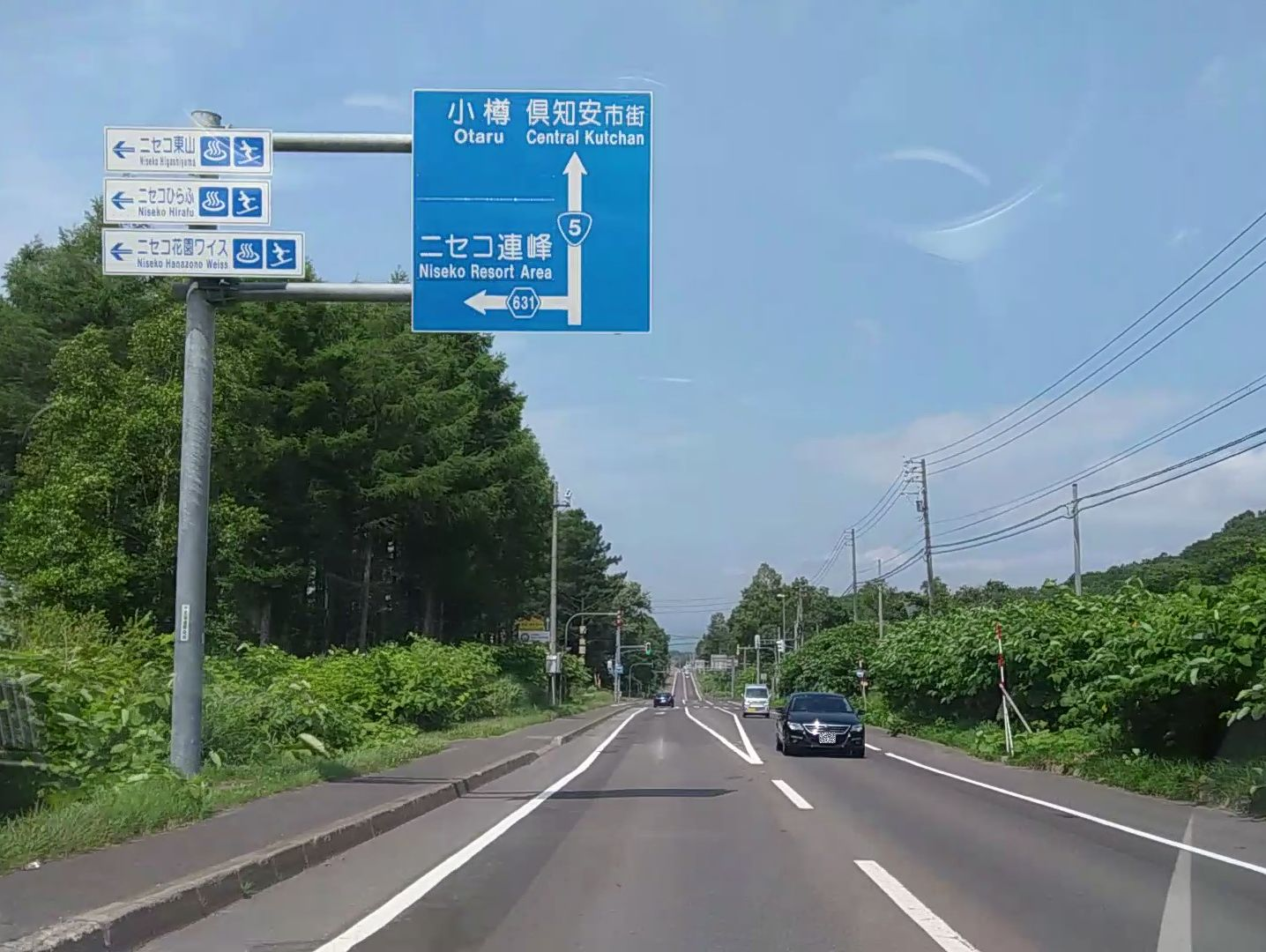
北海道道631号ニセコ高原比羅夫線・国道5号交点（国道5号起点（函館）側から

- 北海道道343号蘭越ニセコ倶知安線 - 山田（重複）
- 国道5号 - 比羅夫（終点）

### 沿線にある施設など
倶知安町
- ニセコ東急 グラン・ヒラフ - 字山田